# Acanthopsyche calamochroa
Acanthopsyche calamochroa is een vlinder van de familie van de zakjesdragers (Psychidae), van de onderfamilie van de Oiketicinae. De wetenschappelijke naam van deze soort is voor het eerst voorgesteld als Psyche calamochroa door George Francis Hampson in een publicatie uit 1910.
De soort komt voor in Kenia.